# Хансдоттир, Гури
Гури Хансдоттир (фар. Guðrið Hansdóttir, род. 6 октября 1980, Торсхавн) — фарерская певица, автор песен и музыкант.
За свою музыкальную деятельность выпустила три студийных альбома и один EP. Среди последних пластинок — сингл «Living With You Is A Lot Like Dying»/«Animal», вышедший 6 марта 2015 года.

## Биография
Отец Гури, Ханс Карл Хансен — известный на Фарерских островах музыкант. В 14 лет он научил её играть на гитаре, после чего Гури начала сочинять песни. В возрасте 27 лет она выпустила свой первый сольный альбом «Love Is Dead» (2007), который сразу принёс ей популярность. Она была названа «Лучшей исполнительницей Фарерских островов 2007 года».
Следующий альбом «The Sky Is Opening» (2009) был очень хорошо встречен музыкальными критиками и получил на Фарерских островах звание «Лучший альбом 2009 года». После этого певица отправилась на гастроли и с большим успехом выступила в Дании, Норвегии, Исландии и Германии.
Третий альбом фарерской певицы «Beyond The Grey» (2011) стал своего рода «гимном» Фарерским островам: на большинство песен Гури вдохновила народная музыка, культура и природа её родины. Песни на альбоме звучат на двух языках: фарерском и английском, причём зачастую смешиваясь в одной песне.
Как говорит сама певица, она находит вдохновение в шведской поп-музыке и роке 70-х годов. Ей нравится группа Jethro Tull и Кейт Буш. Творчество самой Гури — это сочетание поп-музыки, кантри, северных баллад и пронзительной фарерской лирики.
В октябре 2014 года Гури вместе с гитаристом Барталом Агустинуссеном (Bartal Augustinussen) посетила Россию, где выступила в четырёх городах: Сургут, Пермь, Екатеринбург и Уфа.
В сентябре 2015 года запланирован новый тур певицы по таким городам России, как Москва, Санкт-Петербург, Тюмень и др.

### Byrta
Электро-поп группа Byrta была создана Гури Хансдоттир совместно с Янусом Расмуссеном в 2012 году в Рейкьявике. За музыку и тексты отвечает Гури, а за аранжировки и продюсирование — Янус. Хансдоттир в данном сайд-проекте имеет яркий, эпатажный образ. На 2015 год запланирован выпуск второй пластинки группы.

## Дискография

### Сольные альбомы
- 2007 — Love Is Dead
- 2009 — The Sky Is Opening
- 2011 — Beyond The Grey
- 2014 — Taking Ship (EP)

### В составе Byrta
- 2013 — BYRTA

## Награды и номинации
- 2005 — Planet Awards — Лучшая певица (номинация)
- 2006 — Planet Awards — Лучшая певица (номинация)
- 2007 — Planet Awards — Лучшая певица (победа)
- 2009 — Planet Awards — Альбом года (победа)
- 2010 — Planet Awards — Лучшая певица (номинация)
- 2011 — Planet Awards — Лучшая певица (номинация)
- 2011 — Planet Awards — Артист года (номинация)
- 2011 — Planet Awards — Альбом года (номинация)

## Факты
- Девичья фамилия Гури — Хансен. Это датская форма фамилии, широко использующаяся на Фарерах. Позднее певица изменила фамилию на Hansdóttir, что значит «дочь Ханса».